# Charon (geslacht)
Charon is een geslacht van de zweepspinnen (Amblypygi) binnen de familie Charontidae. Het geslacht bestaat uit 5 nog levende soorten.

## Taxonomie
- Charon annulipes - Lauterer, 1895
- Charon gervaisi - Harvey & West, 1998
- Charon grayi - (Gervais, 1842)[2]
- Charon oenpelli - Harvey & West, 1998
- Charon trebax - Harvey & West, 1998